# Phyciodes cocyta
Phyciodes cocyta (Engels: Northern Crescent ) is een dagvlinder uit de familie Nymphalidae, de vossen, parelmoervlinders en weerschijnvlinders. De spanwijdte varieert tussen de 32 en 38 millimeter.
De vlinder komt voor in het Nearctisch gebied. Elk jaar komt een generatie tot ontwikkeling die vliegt in juni en juli. De waardplanten van de rupsen komen uit de composietenfamilie.